# Atletismo nos Jogos Pan-Americanos de 2023 - Salto em distância feminino
A competição de salto em distância feminino do atletismo nos Jogos Pan-Americanos de 2023 foi disputada em 30 de outubro no Parque Deportivo Estadio Nacional, em Santiago, no Chile. No total, competiram 9 atletas de 7 Comitês Olímpicos Nacionais (CON).

## Calendário
Horário local (UTC-4).
| Data          | Horário | Fase  |
| ------------- | ------- | ----- |
| 30 de outubro | 19:00   | Final |

## Medalhistas
| Ouro   | COL Natalia Linares |
| Prata  | BRA Eliane Martins  |
| Bronze | USA Tiffany Flynn   |

## Recordes
Antes desta competição, os recordes mundiais e dos Jogos Pan-Americanos da prova eram os seguintes:
| Tipo                             | Atleta               | Marca  | Local        | Data                 |
| -------------------------------- | -------------------- | ------ | ------------ | -------------------- |
|                                  | Galina Chistyakova   | 7,52 m | Leningrado   | 11 de junho de 1988  |
| Recorde dos Jogos Pan-Americanos | Jackie Joyner-Kersee | 7,45 m | Indianápolis | 13 de agosto de 1987 |

## Resultados

### Final
Estes foram os resultados:
| Pos. | Atleta          | Nacionalidade      | #1   | #2   | #3   | #4   | #5   | #6   | Marca | Vento | Notas           |
| ---- | --------------- | ------------------ | ---- | ---- | ---- | ---- | ---- | ---- | ----- | ----- | --------------- |
| 01 ! | Natalia Linares | COL Colômbia       | 4.63 | x    | 6.66 | 6.41 | 6.16 | 6.26 | 6.66  | +0.8  |                 |
| 02 ! | Eliane Martins  | BRA Brasil         | 6.49 | x    | x    | x    | –    | –    | 6.49  | +1.1  |                 |
| 03 ! | Tiffany Flynn   | USA Estados Unidos | 6.40 | x    | 5.80 | 6.15 | 6.14 | 6.13 | 6.40  | +0.8  |                 |
| 4    | Yuliana Angulo  | ECU Equador        | x    | x    | 6.14 | x    | 6.24 | x    | 6.24  | -0.1  |                 |
| 5    | Rocío Muñoz     | CHI Chile          | 6.17 | 6.15 | 6.23 | x    | 6.18 | x    | 6.23  | -0.2  |                 |
| 6    | Letícia Oro     | BRA Brasil         | 6.19 | x    | 6.02 | 6.15 | –    | –    | 6.19  | +0.5  |                 |
| 7    | Paola Fernández | PUR Porto Rico     | 5.96 | 5.97 | 6.17 | x    | 6.16 | 6.03 | 6.17  | +0.8  |                 |
| 8    | Ashantie Carr   | BIZ Belize         | 5.65 | 5.89 | x    | 5.70 | x    | –    | 5.89  | +0.6  | Recorde pessoal |
| –    | Jasmine Todd    | USA Estados Unidos | x    | x    | x    |      |      |      |       | NM    |                 |

Legenda
| Recorde mundial                  | Recorde mundial (World record)               |                       | Recorde africano                      | Recorde africano (African) |                                           | Q | Classificado por posição (Qualified) |
| Recorde dos Jogos Pan-Americanos | Recorde pan-americano (Pan-American record)  | Recorde da América    | Recorde da América (Americas)         | q                          | Classificado por melhor tempo (Qualified) |   |                                      |
| Melhor marca do ano              | Melhor marca do ano (World leading)          | Recorde asiático      | Recorde asiático (Asian)              | DNS                        | Não largou (Did not start)                |   |                                      |
| Recorde nacional                 | Recorde nacional (National record)           | Recorde europeu       | Recorde europeu (European)            | DNF                        | Não terminou (Did not finish)             |   |                                      |
| Recorde pessoal                  | Recorde pessoal do atleta (Personal best)    | Recorde da Oceania    | Recorde da Oceania (Oceania)          | DSQ / DQ                   | Desclassificado (Disqualified)            |   |                                      |
| Recorde da temporada             | Recorde da temporada do atleta (Season best) | Recorde sul-americano | Recorde sul-americano (South America) | NM                         | Sem marca (No mark)                       |   |                                      |